# Distrito de Alost
El Distrito de Alost (en neerlandés: Arrondissement Aalst; en francés: Arrondissement d'Alost) es uno de los seis distritos administrativos de la Provincia de Flandes Oriental, Bélgica. Forma parte del distrito judicial de Dendermonde junto con los distritos de Dendermonde y San Nicolás.

## Historia
El Distrito de Alost fue creado en 1818 tras la segregación del cantón de Alost del distrito de Dendermonde. En el nuevo distrito también se incluyeron los cantones de Geraardsbergen, Herzele, Ninove y Zottegem segregados del distrito de Oudenaarde. Cuando se estableció la frontera lingüística en 1963, parte del municipio de Twee Akren del distrito de Soignies, fue transferida al Distrito de Alost.

## Lista de municipios
- Alost
- Denderleeuw
- Erpe-Mere
- Geraardsbergen
- Haaltert
- Herzele
- Lede
- Ninove
- Sint-Lievens-Houtem
- Zottegem

- Datos: Q90921